# NGC 2833
NGC 2833 ist eine linsenförmige Galaxie vom Hubble-Typ S0/a im Sternbild Luchs am Nordsternhimmel. Sie ist schätzungsweise 324 Millionen Lichtjahre von der Milchstraße entfernt und hat einen Durchmesser von etwa 85.000 Lj.
Im selben Himmelsareal befinden sich die Galaxien NGC 2823, NGC 2827, NGC 2828, NGC 2832.
Das Objekt wurde am 13. März 1850 von George Johnstone Stoney entdeckt.